# Przemysłowo-Handlowe Zakłady Chemiczne Ludwik Spiess i Syn S.A.

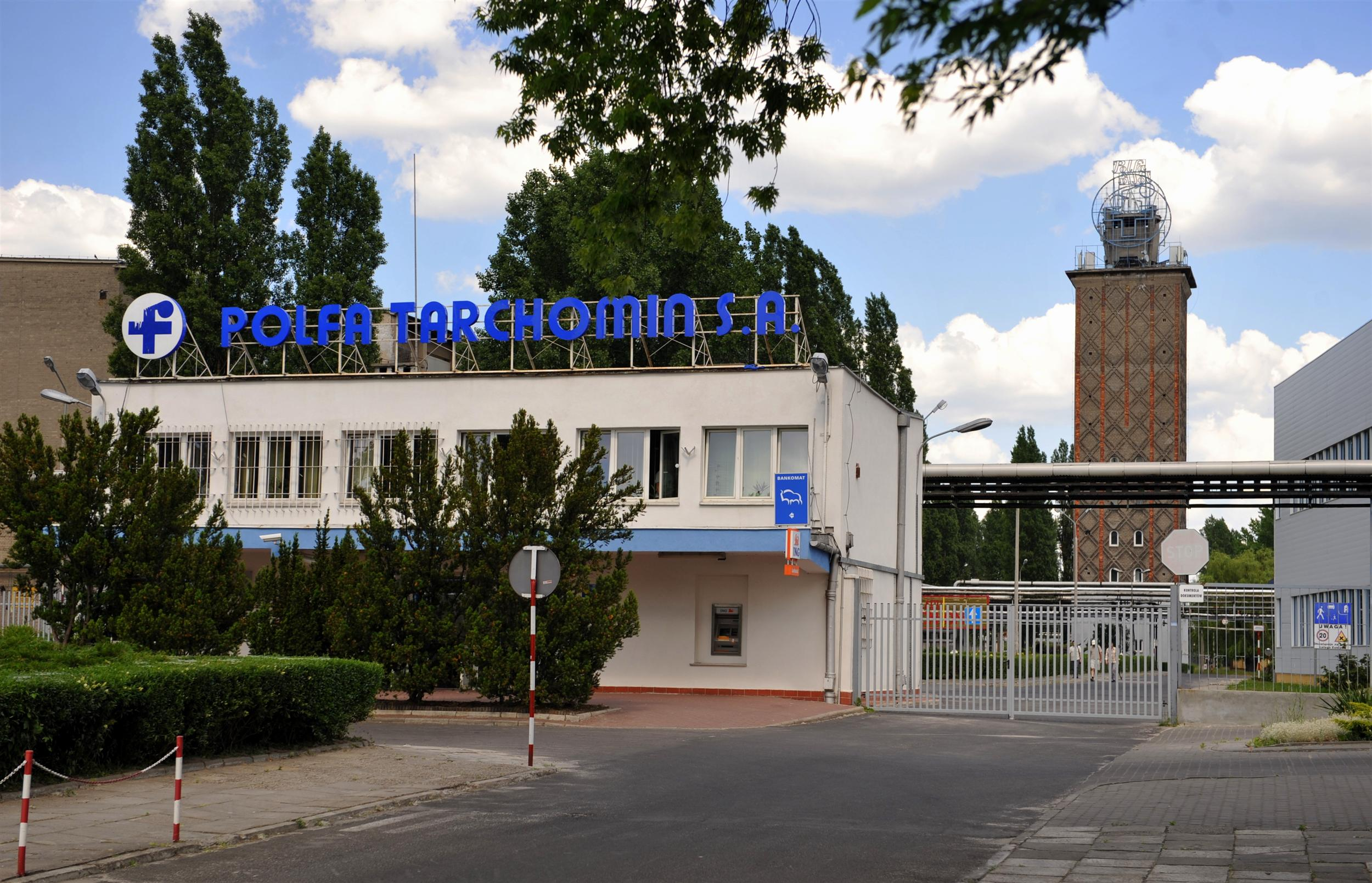
Zufahrt zur heutigen Polfa Tarchomin S.A. im Warschauer Stadtbezirk Białołęka

Die Przemysłowo-Handlowe Zakłady Chemiczne Ludwik Spiess i Syn S.A. (auch: A.G. „Ludwig Spiess & Sohn“) war ein bedeutendes pharmazeutisch-chemisches Unternehmen mit Sitz in Warschau. Das Familienunternehmen hatte seine Blütezeit in der Zwischenkriegszeit und wurde nach dem Zweiten Weltkrieg verstaatlicht. Heute firmiert es als Polfa Tarchomin S.A.

## Geschichte
Der deutschstämmige Heinrich Gottfried Spiess (1785–1835, verheiratet mit der französischstämmigen Maria Marchand), Sohn des 1796 nach Warschau versetzten preußischen Beamten Johann Melchior Spiess und dessen Frau Anna, geb. Eisen, gründete zu Beginn des 19. Jahrhunderts mit einem Partner in der Warschauer ul. Kozia die Apotheke Spiess i Rakoczy. Nach Übernahme der Geschäftsanteile seines Mitgesellschafters begann er mit der Herstellung eigener Medikamente und begann 1823 in Tarchomin bei Warschau die Produktion von Wein- und Estragonessig. Dazu hatte er eine in Tarchomin bereits 1803 gegründete Fabrik übernommen. Einer seiner Söhne, Ludwik Henryk Spiess (1820–1896), erweiterte die Produktionspalette um Farben, Lacke, Wachse, Pharmazie- und Kosmetikartikel sowie Kunstdünger.

### Düngemittelfabrikation
Dazu gründete er im Jahr 1849 in Ruda Guzowska (nahe dem heutigen Żyrardów) eine Fabrik zur Herstellung von Düngemitteln aus Knochenmehl und Knochenfett, der eine Lackfabrikation angeschlossen war. Es war die dritte Fabrikationsanlage dieser Art in Europa und der erste Düngerhersteller Polens. Die hier von 1849 bis 1907 produzierten Dünger erhielten Auszeichnungen auf nationalen wie internationalen landwirtschaftlichen Ausstellungen, bei denen das Unternehmen mit seinen Produkten vertreten war; so in Paris, Berlin, Wien, Königsberg oder St. Petersburg. 1907 wurde die Düngerproduktion von der Familie verkauft.

### Größtes Pharmaunternehmen Polens
Ab 1874 firmierte die Pharmaproduktion als Zakłady Chemiczno-Techniczne Ludwik Spiess. Rund zehn Jahre später nahm der Unternehmer seinen ältesten Sohn, Stefan Spiess (1849–1893), in Unternehmen und Firma auf. Das Unternehmen firmierte nun als Przemysłowo-Handlowe Zakłady Chemiczne Ludwik Spiess i Syn. Gegen Ende des 19. Jahrhunderts verfügte das Unternehmen bereits über drei Tochtergesellschaften in Warschau sowie eine weitere in Łódź. Zu dieser Zeit gründete der Senior-Unternehmer Heinrich Gottfried Spiess mit Ignacy Lesiński und Ferdynand Ulbricht auch eine Mineralwasser-Trinkhalle in der Nähe des Krasiński-Parkes. 1893 trat der Sohn Stefans, Ludwik Julian Spiess (1872–1956) in das Unternehmen ein. Im Jahr 1899 erfolgte die Umwandlung des Pharma- und Chemieunternehmens in eine Aktiengesellschaft, die mehrheitlich der Familie Spiess gehörte. Ab 1922 war die Przemysłowo-Handlowe Zakłady Chemiczne Ludwik Spiess i Syn S.A. (Chemische Industriehandelsbetriebe Ludwik Spiess und Sohn AG) das größte Unternehmen seiner Art in Polen und beschäftigte rund 800 Personen. In der Zwischenkriegszeit wurden Niederlassungen in Krakau, Łódź, Lemberg, Wilna, Riga sowie zwölf weitere Verkaufsstellen in Polen unterhalten. Populäre Marken der Fabrik waren „Baby Puder Spiess“, „Boromenthol Spiess“, „Mesolament Spiess“, „Kornol Spiess“, „Glycerophosphat Spiess“ oder „Tolusan Spiess“. In den 1930er Jahren wurden französische Investoren Mehrheitsgesellschafter des Unternehmens.

### Zweiter Weltkrieg und Nachkriegszeit
Im Rahmen von Kampfhandlungen im Jahr 1944 wurde die Fabrik während des Zweiten Weltkriegs weitgehend zerstört. Nach Kriegsende begannen Ludwik Spiess und sein Bruder Stefan Kazimierz Jakub Spiess (1879–1968) mit dem Wiederaufbau der Tarchominer Fabrikanlagen. Bereits 1946 wurden sie von ihren Funktionen enthoben und das Unternehmen verstaatlicht. Es folgte die Umfirmierung zu Polfa Tarchomin; ab 1949 konnte die Produktion von Penicillin wiederaufgenommen werden.

### Nach der Wende
Nach der politischen Wende in Polen kam es Anfang der 1990er Jahre für das breit aufgestellte Unternehmen (so wurden 73 verschiedene Medikamente in mehr als 200 verschiedenen Präparaten sowie 11 Veterinärarzneimittel produziert) zu Anpassungsproblemen, die erfolgreich bewältigt wurden. 1994 wurde Polfa Tarchomin in ein Unternehmen des polnischen Staatsschatzes umgewandelt. In den späten 1990er Jahren wurde Polfa Tarchomin als das größte Pharmaunternehmen Polens bezeichnet. Im Jahr 2004 wurde vom Schatzministerium eine pharmazeutische Holding gegründet, der neben Polfa Tarchomin auch die Polfa-Werke in Pabianice (Polfa Pabianice S.A.) und Polfa Warszawa S.A. angehörten. Die Holdinggesellschaft wurde 2013 wieder aufgelöst, die Anteile der Polfa Tarchomin an den Staatsschatz rückübertragen. Derzeit gehören 86 % der Gesellschaftsanteile dem Ministerium und 14 % Mitarbeitern des Unternehmens. Heute gehört Polfa Tarchomin zu den großen Pharmaunternehmen des Landes. Sie ist Polens wichtigster Hersteller von Antibiotika. Daneben werden Insulin und Anxiolytika (z. B. Clonazepam) produziert.

## Familie Spiess
Mitglieder der Familie Spiess traten in Warschau als Kulturförderer hervor. Stefan Kazimierz Jakub Spiess freundete sich mit dem Komponisten Karol Szymanowski und dem Dirigenten Grzegorz Fitelberg an und unterstützte die beiden finanziell. Die Familie sorgte dafür, dass nach dem Ersten Weltkrieg die Warschauer Nationalphilharmonie ihr erstes Konzert geben konnte. Die Frau von Stefan Spiess, Jadwiga, geb. Simmler (1851–1944) war die Tochter des Malers Józef Simmler. Das Familiengrab der Familie Spiess befindet sich auf dem evangelisch-augsburgischen Friedhof in Warschau.